# Nathalie Stutzmann
Nathalie Stutzmann (Suresnes, 6 maggio 1965) è un contralto e direttrice d'orchestra francese.

## Biografia
Prese le prime lezioni di canto dalla madre, il soprano Christiane Stutzmann. Studiò poi al conservatorio di Nancy, e dal 1983 al 1987 all'École Nationale con Michel Sénéchal e Lou Bruder, e infine con Hans Hotter all'École d'Art Lyrique de l'Opéra national de Paris.
Debuttò nel 1985 alla Salle Pleyel di Parigi nel Magnificat di Johann Sebastian Bach, per poi esibirsi a Monaco di Baviera, Berlino, Barcellona, Lisbona, Zurigo, Mosca, Bruxelles, Amsterdam, dove venne diretta, tra gli altri, da Seiji Ozawa, Manuel Rosenthal, Claudio Scimone, Enoch zu Guttenberg, Mstislav Rostropowitsch, Michel Plasson, Colin Davis e Alain Lombard. Nel 1987 ottenne il primo premio nell'Internationaler Gesangswettbewerb Neue Stimmen della Fondazione Bertelsmann.
In concerto si è esibita con la London Symphony Orchestra, l'Orchestre de Paris, la Boston Symphony Orchestra e l'Orchestra di Cleveland, la Staatskapelle Dresden e l'Orchestra della Radio bavarese. Nel suo repertorio anche la Missa Solemnis di Beethoven, la Rapsodia per contralto solo di Brahms e le sinfonie e Das Lied von der Erde di Mahler.
In campo operistico la Stutzmann ha affrontato il ruolo del protagonista in Giulio Cesare di Händel, di Radamisto, del Disinganno in Il trionfo del tempo e del disinganno e di Amastre in Serse del medesimo compositore, di Orfeo in Orfeo ed Euridice di Gluck e di Erda in Das Rheingold di Wagner.
All'Opéra municipal de Marseille nel 1992 canta la Rapsodia per contralto solo, coro maschile e orchestra op. 53 di Johannes Brahms ed è Une Voix d'En Haut in Die Frau ohne Schatten e nel 1995 Geneviève in Pelléas et Mélisande diretta da Serge Baudo.
All'Opéra National de Paris nel 1991 è la Terza Dama ne Il flauto magico e nel 1992 Catherine in Jeanne d'Arc au bûcher di Arthur Honegger diretta da Chung Myung-whun.
La Stutzmann, per quanto riguarda il repertorio liederistico, è, dal 1994, spesso accompagnata dalla pianista svedese Inger Södergren. Fra i suoi preferiti sono i Lieder dei compositori francesi e tedeschi come Ernest Chausson, Francis Poulenc e Robert Schumann. Nel 2004 registrò un'incisione del Winterreise di Schubert.
Al Teatro La Fenice di Venezia nel 1995 è Genevieve in Pelléas et Mélisande e Les deux juneaux in Le martyre de Saint-Sébastien di Claude Debussy con Adriana Asti.
Al Teatro alla Scala di Milano tiene un concerto nel 1996.
Al Grand Théâtre di Ginevra nel 1998 ha tenuto un concerto con musiche di Schubert, Brahms, Chausson e Poulenc.
Nel 2007 canta Messa in Si minore con Philippe Jaroussky all'Opéra National de Lyon.
Nel 2012 canta lo Stabat Mater (Dvořák) diretta da Christoph Eschenbach diretta al Washington National Opera.
Nel 2013 tiene un concerto nel Grand Théâtre de Bordeaux ed al Théâtre des Champs-Élysées di Parigi ed è la Terza Dama in Die Zauberflöte con Magdalena Kožená e José van Dam diretta da Simon Rattle al Festspielhaus Baden-Baden.
La sua vasta discografia spazia da Bach ad Händel a Mozart, Schubert, Schumann e Brahms fino a Šostakovič, Prokof'ev e Honegger. Grazie ad esse ha vinto il Preis der deutschen Schallplattenkritik, il Diapason d'Or, il Japan Record Academy Award e un Grammy.
Dal settembre 2018 dirige l'Orchestra Sinfonica di Kristiansand.

## Discografia parziale
- Bach, Une cantate imaginaire - Nathalie Stutzmann/Orfeo 55/Mikaeli kammarkör, 2012 Classics Jazz France/Deutsche Grammophone
- Debussy, Le Martyre de St. Sebastien - Dagmar Peckova/Nathalie Stutzmann/Heidi Grant Murphy/Sylvain Cambreling/South West German Radio Symphony Orchestra/Baden-Baden/Collegium Vocale Gent/Dorte Lyssewski, 2009 Glor
- Fauré, Mélodies - Nathalie Stutzmann, 1993 BMG
- Schubert, Die schöne Müllerin - Nathalie Stutzmann & Inger Södergren, 2008 Arpège
- Schumann, Lieder Vol. IV - Nathalie Stutzmann, 1998 BMG